# GeoCMS
GeoCMS(Geospatial content management system)は各種情報（利用者、画像、記事、ブログ等）に
経緯度を付与し、地図上に表示する機能を有する コンテンツ管理システム (CMS) である。
Web Map ServiceやWeb Feature Serviceなどの標準インターフェースを使用し、
利用者位置の可視化や、地理的なコミュニティ構築、登録利用者独自の地図作成、公開が可能である。
また、一部のソフトウェアでは、利用者が空間データ（地図上のポイント、ライン、ポリゴン等）を編集できる。
Google マップと関連APIの公開以来、多くのウェブページに地図サービスが利用されており、
同様に、MapServerはGeoCMS構築に大きく役立っている。
Tiki Wiki CMS Groupwareは2003年初めに最初にGeoCMSに対応したが、
PHP、Python、Perl、Javaなど多くのスクリプト言語に対応したMapServer APIが2002年に公開されて以来、他のCMSにおいても導入が相次いでいる。